# Cowgirls' Pranks
Cowgirls' Pranks est un film muet américain réalisé par Thomas H. Ince et sorti en 1911.

## Fiche technique
- Réalisation : Thomas H. Ince
- Durée : 10 minutes
- Date de sortie :  États-Unis : 19 décembre 1911

## Distribution
- Francis Ford
- Ann Little
- Ethel Grandin